# Вердело (Бергамо)
Вердело (итал. Verdello) је насеље у Италији у округу Бергамо, региону Ломбардија.
Према процени из 2011. у насељу је живело 7405 становника. Насеље се налази на надморској висини од 169 м.

## Становништво
| 1931. | 1936. | 1951. | 1961. | 1971. | 1981. | 1991. | 2001. | 2011. |
| ----- | ----- | ----- | ----- | ----- | ----- | ----- | ----- | ----- |
| 3.374 | 3.407 | 4.116 | 4.833 | 5.372 | 6.069 | 6.173 | 6.501 | 1.871 |